# ISafer
iSafer Firewall est un pare-feu personnel libre pour Windows, qui fonctionne au niveau de l'API Windows Sockets .
Simple à configurer, il propose les fonctionnalités essentielles d’un pare-feu robuste :
- filtrage par logiciel ;
- filtrage par adresse IP ;
- scanner de ports ;
- personnalisation du niveau de sécurité.